# Sår
Et sår defineres som gennembrud af hud eller slimhinde.
Sår opdeles i:
- Sår der er fremkaldt af ydre vold på i øvrigt sundt væv med tendens til heling (vulnus) og
- Sår der opstår i i forvejen usundt væv, eventuelt uden ydre vold, uden eller med ringe tendens til heling (ulcus).

## Sårtyper
- Stiksår (Vulnus punctum)
- Snitsår (Vulnus incisum)
- Hugsår (Vulnus caesum)
- Skudsår (Vulnus sclopetarium)
- Kvæstningssår (Vulnus contusum)
- Rivningssår (Vulnus dilaceratum)
- Bidsår (Vulnus morsum)
- Hudafskrabning (Excoriatio)
- Skinnebensår (Ulcus cruris)
- Mavesår i mavesækken (Ulcus ventriculi)
- Mavesår i tolvfingertarmen (Ulcus duodeni)
- Liggesår (Decubitus)
- Brandsår (Ambustio)